# Megabombus
Sous-genre
Megabombus est un sous-genre de bourdons du genre Bombus.

## Espèces
- Bombus argillaceus
- Bombus bicoloratus
- Bombus consobrinus
- Bombus czerskii
- Bombus diversus
- Bombus gerstaeckeri
- Bombus hortorum - bourdon des jardins
- Bombus irisanensis
- Bombus koreanus
- Bombus longipes
- Bombus melanopoda
- Bombus portchinsky
- Bombus religiosus
- Bombus ruderatus
- Bombus saltuarius
- Bombus securus
- Bombus senex
- Bombus supremus
- Bombus sushkini
- Bombus tichenkoi
- Bombus trifasciatus
- Bombus ussurensis